# Sympherta rufiventris
Sympherta rufiventris là một loài tò vò trong họ Ichneumonidae.